# Yoshioka (krater)
För andra betydelser, se Yoshioka.
Yoshioka är en nedslagskrater med en diameter på 16 kilometer, på planeten Venus. Yoshioka har fått sitt namn efter kvinnorättsaktivisten Yoshioka Yayoi.